# Farmington (Iowa)
Farmington – miasto w Stanach Zjednoczonych, w stanie Iowa, w hrabstwie Van Buren, nad rzeką Des Moines. Zgodnie ze spisem statystycznym z 2000 roku, miasto liczyło 756 mieszkańców.